# Вулиця Сковороди (Чернівці)
Вулиця Сковороди — вулиця у місті Чернівці. Пролягає від вулиці Конституційної до вулиці Лесі Українки.
Прилучаються вулиці Університетська та Василя Сімовича.

## Забудова
- Будинок №1 - будинок друкарні , в якому відбувся перший робітничий страйк на Буковині. Історична пам'ятка місцевого значення.
- Будинок №9 - чиншовий будинок. Архітектурна пам'ятка місцевого значення.
- Будинок №17 - чиншовий будинок. Архітектурна пам'ятка місцевого значення.

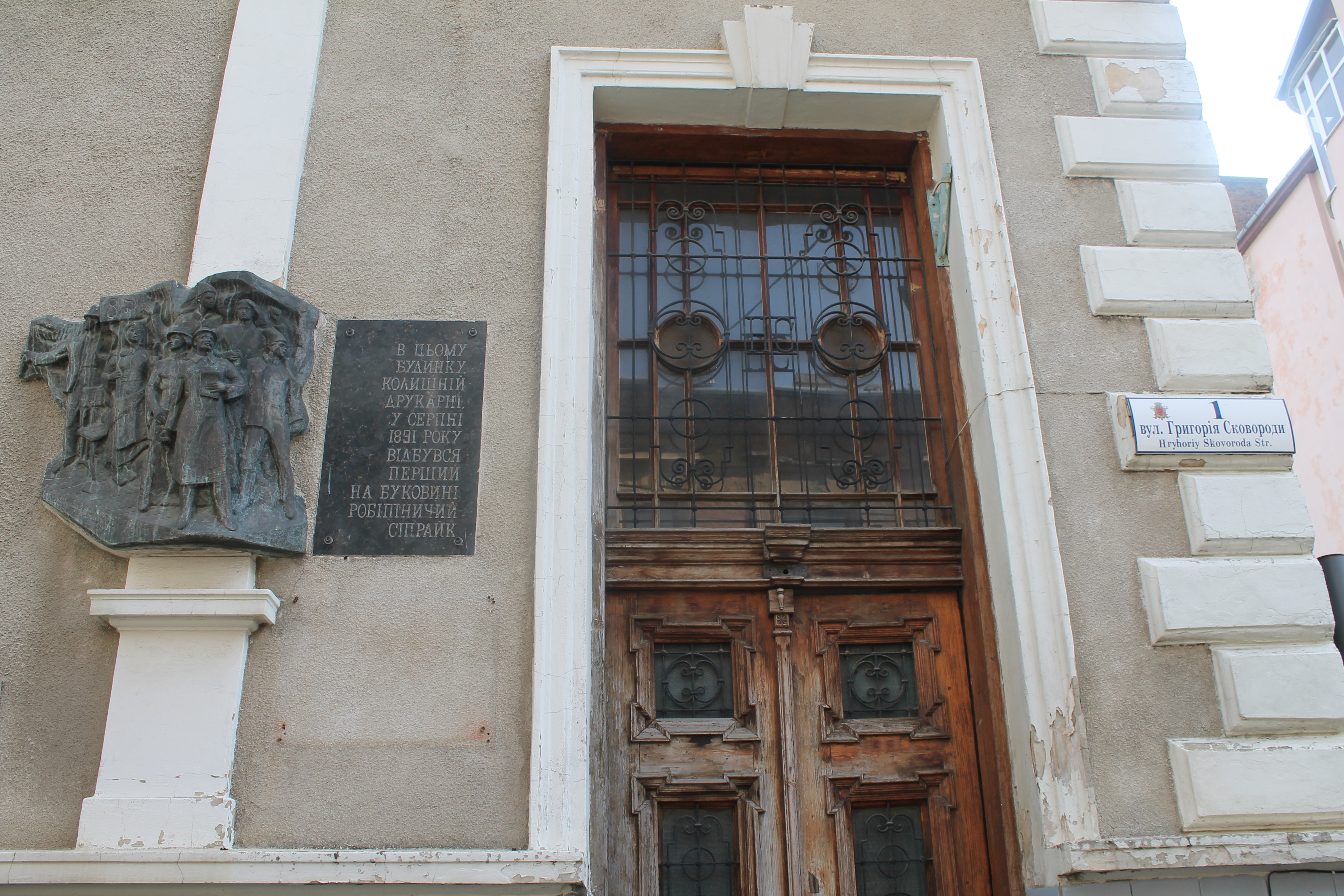
Будинок №1, в якому відбувся перший робітничий страйк на Буковині
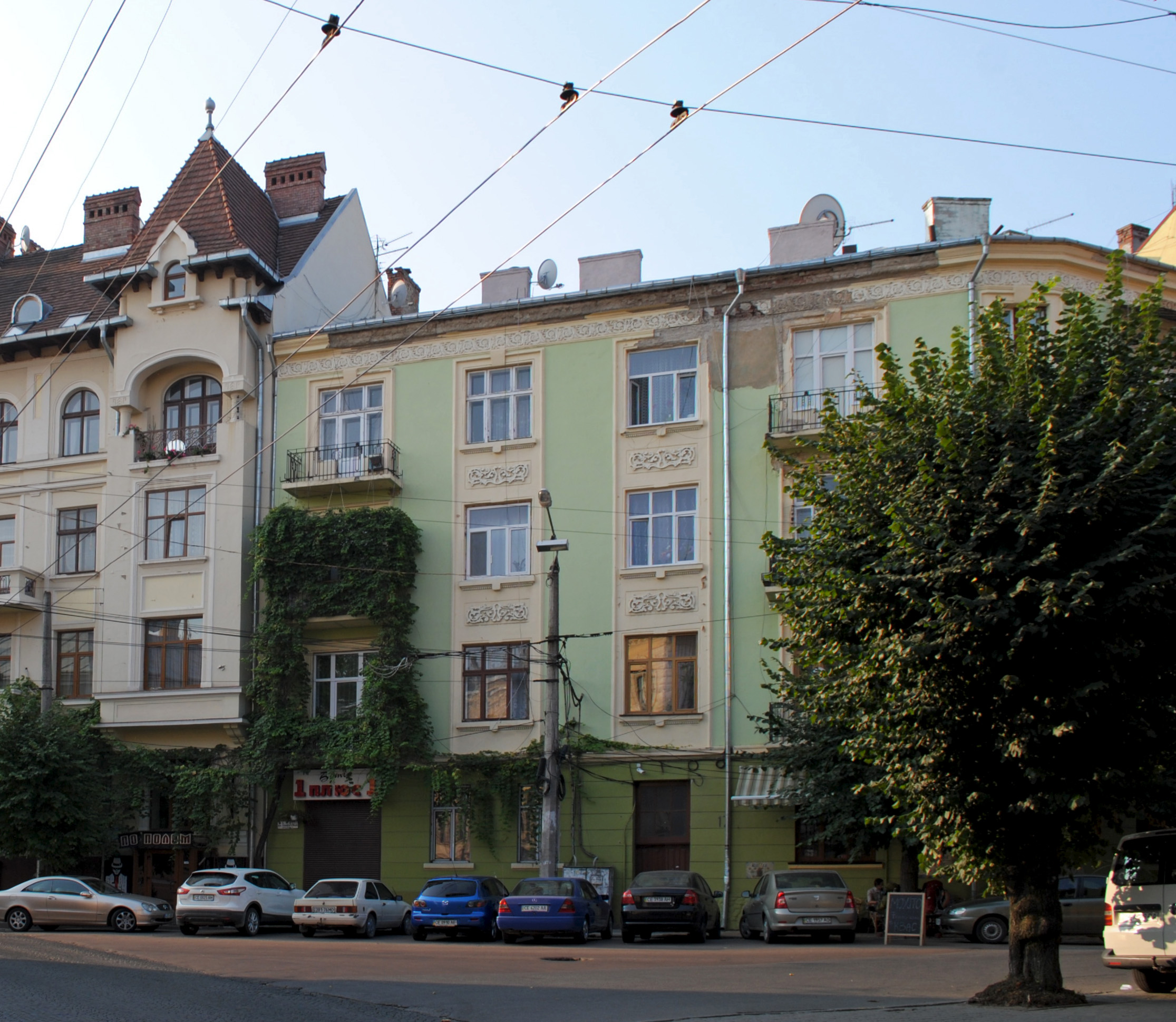
Чиншовий будинок №9
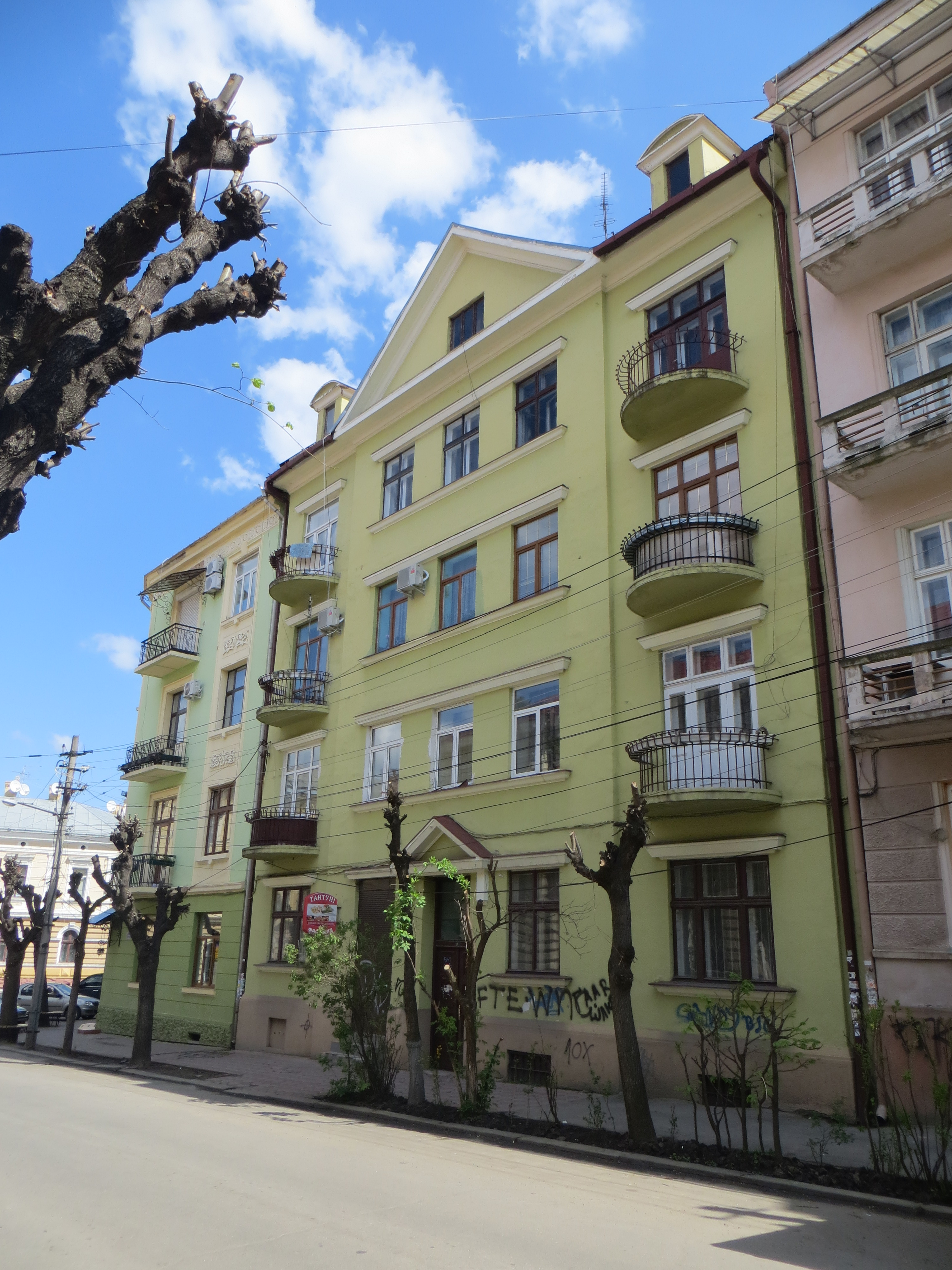
Чиншовий будинок №17